# إسعافات أولية للحيوانات الأليفة
الإسعافات الأولية للحيوانات الأليفة (بالإنجليزية: Pet first aid)‏ هي العلاج الطارئ الذي يتم تقديمه للحيوان الجريح أو المريض قبل توفر العناية الطبية الممتازة. الإسعافات الأولية التي يتم إعطائها للحيوانات تشبه كثيراً تلك التي يتم إعطائها للبشر. مع بعض الاختلافات الواضحة خاصة عند الإشارة إلى تشريحهم.
يمكن تعلم الإسعافات الأولية الهامة للحيوانات من خلال مصادر موثوقة على الإنترنت، ولك لاستخدامها كمصدر تعليمي فقط، أما في الحالات الطارئة، من غير الصحيح لصاحب الحيوان النظر إلى الإنترنت ببساطة ولكن يجب عليه المعرفة المسبقة.
تتوفر مواقع ويب معترفة لأطباء بيطريين مؤهلين لمناقشة أعراض وعلاجات معينة، بالإضافة إلى توصياتهم إذا كانت الإسعافات الأولية كافية أو يجب الذهاب إلى الطبيب المختص.

## التدابير المقترحة
هناك الكثير من الموارد الموثوقة التي تساعد أصحاب الحيوانات للتعامل مع الحيوان في الحالات الطارئة. لكن على الرغم من انها تعتبر آمنة لاتباعها، إلا أنها ليست رعاية كافية حيث أن المتخصصين في حالات الطوارئ هم فقط على دراية بالإجراءات الصحيحة للمساعدة الفورية والعلاج المحدد. الهدف هو التأكد أن الحيوان يمر بحالة طارئة تهدد حياته لحتى الحصول على المساعدة الطبية الممتازة. واحدة من أهم هذه الأجرائات هي ضيط الحالة النفسية للحيوان وهذا ضروري للتأكد أن الحيوان لا يؤذي أحد أو شيء حوله. ثانياً، منع الحيوانات من إلحاق المزيد من الضرر حيث تميل الحيوانات إلى الشراسة عندما تعاني من ألم. وهناك أنواع مختلفة من القيود الآمنة (مثل الكمامات، مرابط النايلون) ومعظم كتب الإسعافات الأولية للحيوانات تحدد كيفية استعمالها.
ومن المهم أيضاً أن يبقى صاحب الحيوان هادئاً. لأن وجود احتمال لفقدان حيوان محبوب يؤدي إلى إحساس الشخص بالتوتر والذعر. وغير ذلك فإن الحيوان المصاب مذعور بالفعل وإذا لم يتمكن صاحب الحيوان من السيطرة على نفسه فإنه سيؤدي إلى تفاقم وضع الحيوان. وأيضًا سيؤدي فقدان التركيز على تحديد ما يجب القيام به مثل الذهاب إلى أقرب بيطري. من الجيد أيضاً أن يكون هناك مجموعة إسعافات أولية في المنزل أو السيارة. يمكن للمختصين تقديم توصيات بشأن محتوياته.

## دورات الأسعافات الأولية
دورات الأسعافات الأولية للحيوانات الأليفة متاحة لأصحاب الحيوانات والذين يعملون مع الحيوانات . وهذا أمر مهم جداً لتحديد نوع الإصابة ليكون المالك بوضع أفضل للإستجابة بالشكل الصحيح. وتتطلب العديد من الأنشطة التجارية المتعلقة برعاية الحيوانات تدريب الموظفين على الإسعافات الأولية.
يعتبر شهر أبريل هو شهر التوعية بالإسعافات الأولية للحيوانات.

### مواضيع الدورة
تم تصميم دورات الإسعافات الأولية للحيوانات الأليفة بالمعلومات والمهارات اللازمة لتقييم الوضع.أو تقديم الرعاية المناسبة أو تثبيت الحيوان المصاب حتى الحصول على الرعاية المؤهلة .تتضمن الدورات عادة الرعاية الوقائية (تجنب المرض والإصابات) وعادة ما يتم تعليم الطلاب العناية الطبية الفورية. وكيفية حمل الحيوان المصاب ونقله بشكل صحيح، وأيضاً التعليم العملي (على الحيوانات الأليفة) وأيضاً توجد محاضرات عن بعد.